# Gutiérrez (bergstopp)
Gutiérrez är en bergstopp i Antarktis. Den ligger i Sydshetlandsöarna. Argentina, Chile och Storbritannien gör anspråk på området. Toppen på Gutiérrez är 199 meter över havet.
Terrängen runt Gutiérrez är kuperad åt sydväst, men åt nordost är den platt. Havet är nära Gutiérrez österut.  Trakten är glest befolkad. Närmaste befolkade plats är Gabriel de Castilla Spanish Antarctic Station, 7,0 kilometer sydväst om Gutiérrez. 